# Ruban d'argent du meilleur acteur dans un second rôle
Le Ruban d'argent du meilleur acteur dans un second rôle (Nastro d'argento al migliore attore non protagonista) est une récompense cinématographique italienne décernée chaque année, depuis 1946 par le Syndicat national des journalistes cinématographiques italiens (en italien, Sindacato Nazionale Giornalisti Cinematografici Italiani,) (SNGCI) lequel décerne également tous les autres Rubans d'argent. Pour le cinéma, c'est le prix le plus ancien en Europe.
Romolo Valli, Leopoldo Trieste et Alessandro Haber sont les acteurs le plus récompensés dans cette catégorie avec trois récompenses chacun.

## Palmarès

### Années 1940
- 1946 - Gino Cervi - Les Ennuis de Monsieur Travet
- 1947 - Massimo Serato - Le soleil se lèvera encore
- 1948 - Nando Bruno - Le Crime de Giovanni Episcopo
- 1949 - Saro Urzì - Au nom de la loi

### Années 1950
- 1950 - prix non attribué
- 1951 - Umberto Spadaro - Mara fille sauvage
- 1952 - prix non attribué
- 1953 - Gabriele Ferzetti - La Marchande d'amour
- 1954 - Alberto Sordi - Les Vitelloni
- 1955 - Paolo Stoppa - L'Or de Naples
- 1956 - Memmo Carotenuto - Le Bigame
- 1957 - Peppino De Filippo - Totò, Peppino e i... fuorilegge
- 1958 - Andrea Checchi - Parola di ladro
- 1959 - Nino Vingelli - Le Défi

### Années 1960
- 1960 - Claudio Gora - Meurtre à l'italienne
- 1961 - Enrico Maria Salerno - La Longue Nuit de 43
- 1962 - Salvo Randone - L'Assassin
- 1963 - Romolo Valli - Une histoire milanaise (Una storia milanese)
- 1964 - Folco Lulli - Les Camarades
- 1965 - Leopoldo Trieste - Séduite et Abandonnée
- 1966 - Ugo Tognazzi - Je la connaissais bien
- 1967 - Gastone Moschin - Ces messieurs dames
- 1968 - Gabriele Ferzetti - À chacun son dû
- 1969 - Ettore Mattia - La pecora nera

### Années 1970
- 1970
  - Umberto Orsini - Les Damnés
  - Fanfulla - Satyricon
- 1971 - Romolo Valli - Le Jardin des Finzi-Contini
- 1972 - Salvo Randone - La classe ouvrière va au paradis
- 1973 - Mario Carotenuto - L'Argent de la vieille
- 1974 - Turi Ferro - Malicia
- 1975 - Aldo Fabrizi - Nous nous sommes tant aimés
- 1976 - Ciccio Ingrassia - Todo modo
- 1977 - Romolo Valli - Un bourgeois tout petit petit
- 1978 - Carlo Bagno - Au nom du pape roi
- 1979 - Vittorio Mezzogiorno - Un jouet dangereux

### Années 1980
- 1980 - Tomás Milián - La Luna
- 1981 - Massimo Girotti - Passion d'amour
- 1982 - Paolo Stoppa - Le Marquis s'amuse
- 1983 - Tino Schirinzi - Sciopèn
- 1984 - Leo Gullotta - Mi manda Picone
- 1985 - Leopoldo Trieste - Henri IV, le roi fou
- 1986 - Gastone Moschin - Mes chers amis 3
- 1987 - Diego Abatantuono - Regalo di Natale
- 1988 - Enzo Cannavale - 32 dicembre
- 1989 - Fabio Bussotti - Francesco

### Années 1990
- 1990 - Alessandro Haber - Willy signori e vengo da lontano
- 1991 - Ennio Fantastichini - Portes ouvertes
- 1992 - Paolo Bonacelli - Johnny Stecchino
- 1993 - Renato Carpentieri - Puerto Escondido
- 1994 - Alessandro Haber - Per amore, solo per amore
- 1995 - Marco Messeri - Les Yeux fermés
- 1996 - Leopoldo Trieste - Marchand de rêves
- 1997 - Gianni Cavina - Festival
- 1998 - Giustino Durano - La vie est belle
- 1999 - Antonio Catania, Riccardo Garrone, Vittorio Gassman, Giancarlo Giannini, Adalberto Maria Merli, Eros Pagni, Stefano Antonucci, Giorgio Colangeli, Giuseppe Gandini, Valter Lupo, Paolo Merloni, Carlo Molfese, Sergio Nicolai, Corrado Olmi, Mario Patanè, Pierfrancesco Poggi, Francesco Siciliano, Giorgio Tirabassi, Venantino Venantini, Andrea Cambi - Le Dîner

### Années 2000
- 2000 - Felice Andreasi - Pain, tulipes et comédie
- 2001 - Giancarlo Giannini - Hannibal
- 2002 - Leo Gullotta - La Folie des hommes
- 2003 - Diego Abatantuono - L'Été où j'ai grandi
- 2004 - Arnoldo Foà - Gente di Roma
- 2005 - Raffaele Pisu - Les Conséquences de l'amour
- 2006 - Carlo Verdone - Leçons d'amour à l'italienne
- 2007 - Alessandro Haber - L'Inconnue et Le rose del deserto
- 2008 - Alessandro Gassman - Caos calmo
- 2009 - Ezio Greggio - Il papà di Giovanna

### Années 2010
- 2010 : Ennio Fantastichini - Le Premier qui l'a dit (Mine vaganti) et Luca Zingaretti - Il figlio più piccolo et La nostra vita
  - Pierfrancesco Favino - Encore un baiser (Baciami ancora)
  - Marco Giallini - Io, loro e Lara
  - Marco Messeri - La prima cosa bella
- 2011 : Giuseppe Battiston - La passione, Figli delle stelle et Senza arte né parte
  - Giorgio Colangeli - La donna della mia vita et Tatanka
  - Geppy Gleijeses (it) - Un tigre parmi les singes (Gorbaciof)
  - Ricky Memphis et Maurizio Mattioli - Immaturi
  - Rocco Papaleo - Che bella giornata
- 2012 : Marco Giallini - Posti in piedi in paradiso et A.C.A.B.: All Cops Are Bastards
  - Giuseppe Fiorello - Terraferma et Magnifica presenza
  - Fabrizio Gifuni - Piazza Fontana (Romanzo di una strage)
  - Michele Riondino - Gli sfiorati
  - Riccardo Scamarcio - To Rome with Love
- 2013 : Carlo Verdone - La grande bellezza
  - Stefano Altieri - Tutti contro tutti
  - Carlo Cecchi - Miele
  - Fabrizio Falco - Mon père va me tuer (È stato il figlio) et La Belle Endormie (Bella addormentata)
  - Michele Riondino - Acciaio et La Belle Endormie (Bella addormentata)
- 2014 : Carlo Buccirosso et Paolo Sassanelli - Song'e Napule
  - Alessandro Haber - L'ultima ruota del carro
  - Ricky Memphis - La mossa del pinguino
  - Giorgio Pasotti - Sapore di te, Nottetempo e Un matrimonio da favola
  - Filippo Timi - Un castello in Italia
- 2015 : Claudio Amendola - Noi e la Giulia
  - Stefano Fresi - Ogni maledetto Natale, La prima volta (di mia figlia)
  - Adriano Giannini - Senza nessuna pietà, La foresta di ghiaccio
  - Luigi Lo Cascio - Nos enfants (I nostri ragazzi)
  - Francesco Scianna - Latin Lover
- 2016 : Luca Marinelli - Lo chiamavano Jeeg Robot
  - Claudio Amendola - Suburra
  - Fabrizio Bentivoglio - Gli ultimi saranno ultimi, Forever Young et Il faut qu'on se parle (Dobbiamo parlare )
  - Peppino Di Capri - Natale col boss
  - Adriano Giannini et Massimiliano Gallo - Par amour (Per amor vostro)
- 2017 : Alessandro Borghi - Fortunata et Il più grande sogno
  - Claudio Amendola et Luca Argentero - Il permesso - 48 ore fuori
  - Ennio Fantastichini - Caffè et La stoffa dei sogni
  - Valerio Mastandrea - Fiore
  - Edoardo Pesce - Cuori puri et Fortunata
- 2018 : Riccardo Scamarcio - Silvio et les Autres (Loro)
  - Peppe Barra - Napoli velata
  - Stefano Fresi - Nove lune e mezza et Smetto quando voglio - Ad honorem
  - Vinicio Marchioni - Il contagio et The Place
  - Thomas Trabacchi - Amori che non sanno stare al mondo et Nico, 1988
- 2019 : Luigi Lo Cascio et Fabrizio Ferracane - Le Traître (Il traditore)
  - Stefano Accorsi - Il campione
  - Alessio Lapice - Il primo re
  - Edoardo Pesce - Non sono un assassino
  - Benito Urgu - L'uomo che comprò la Luna

### Années 2020
- 2020 : Roberto Benigni pour Pinocchio[6]
  - Carlo Buccirosso pour 5 est le numéro parfait (5 è il numero perfetto)
  - Carlo Cecchi pour Martin Eden
  - Massimiliano Gallo et Roberto De Francesco pour Il sindaco del Rione Sanità
  - Massimo Popolizio pour Il primo Natale et Il ladro di giorni

- 2021 : Massimo Popolizio pour I predatori
  - Fabrizio Gifuni pour Lei mi parla ancora
  - Vinicio Marchioni pour Governance - Il prezzo del potere
  - Michele Placido pour Calibro 9
  - Francesco Patanè pour Il cattivo poeta

- 2022 : Francesco Di Leva et Tommaso Ragno pour Nostalgia